# Vander
Vander – jednostka osadnicza w Stanach Zjednoczonych, w stanie Karolina Północna, w hrabstwie Cumberland.